# Allium tardans
Allium tardans là một loài thực vật có hoa trong họ Amaryllidaceae. Loài này được Greuter & Zahar. mô tả khoa học đầu tiên năm 1975.